# الإكليل (نجم)
الإكليل أو رو العقرب (Rho Scorpii أو ρ Sco) هو نجم مزدوج في كوكبة العقرب. يبلغ قدره الظاهري البصري 3.87+ عند رؤيته من الأرض، وهو ساطع بدرجة كافية بحيث يمكن رؤيته بالعين المجردة. يقع على بعد حوالي 472 سنة ضوئية من الشمس بناءً على قياسات المنظور النجمي. يتم تقليل الحجم البصري لهذا النظام النجمي عند هذه المسافة بمقدار 0.07 بسبب الإخماد الحاصل من الغبار التي بين النجوم. ويعد هذا النجم ضمن المجموعة الفرعية للعقرب العلوي (OB) لعنقود العقرب-قنطورس، وهو أقرب عنقود للنجوم الضخمة المتحركة إلى الشمس.
يتكون هذا النظام النجمي من مكونين اثنين هما الإكليل A والإكليل B. يعد الإكليل A نفسه نجم ثنائي طيفي أحادي الخط؛ حيث تشمل أجزاءه الإكليل Aa (المسمى رسميًا باسم الإكليل Iklil، وهو الاسم التقليدي للعديد من النجوم المجاورة)، والإكليل Ab.

## التسمية
يعد نجم الإكليل على الأرجح جزءًا من نوء لإكليل إلى جانب كل من نجم العقرب ونجم جبهة العقرب ونجم باي العقرب وربما نجم إكليل الجبهة.
أما عن تسمية هذا النظام النجمي باسم رو العقرب (Rho Scorpii أو ρ Sco) فكانت بحسب تسمية باير للنظام.اشتقت تسمية المكونات الثلاثة لهذا النظام الإكليل A وB وتسمية ما بداخل A (Aa و Ab) من الاتفاقية المستخدمة من قبل فهرسة تعدد واشنطن (WMC) لأنظمة النجوم المتعددة، والتي اعتمدتها الاتحاد الفلكي الدولي.
تتكون العلامة النجمية المقابلة في علم الفلك الصيني فانغ شيو (房 宿، حيث تعني «الغرفة»)، من نجوم الإكليل وباي العقرب وجبهة العقرب والعقرب 1 والعقرب 2، وبالتالي، فإن الاسم الصيني للإكليل نفسه هو فانغ شيو آر (房 宿 二) أو «النجم الثاني للغرفة».
في عام 2016، نظم الاتحاد الفلكي الدولي (IAU) فريق عمل لأسماء النجوم (WGSN) لفهرسة ومعايرة الأسماء المناسبة للنجوم، لكن هذا الفريق رأى وقرر أن ينسب أي اسم خاص إلى النجوم الفردية بدلاً من الأنظمة المتعددة بأكملها، وعليه فقد وافقت رسميًا على منح اسم الإكليل Iklil للنجم رو العقرب Aa في 5 سبتمبر 2017، وهو الآن مدرج ضمن قائمة أسماء النجوم المعتمدة من الاتحاد الفلكي الدولي.

## الخصائص
يعد الإكليل A نجم شبه عملاق، وهو من نجوم النوع B مع تصنيف نجمي B2 IV.؛ حيث يحمل اللون الأزرق المبيض حسب العرض الطيفي له. تقدر كتلته بحوالي 8 أضعاف كتلة الشمس ويضيء بـ 3432 ضعف لمعان الشمس. يدور النجمان المكونان (Aa وAb) حول بعضهما البعض لفترة مدارية تبلغ 4 أيام ولهما انحراف مداري مقداره 0.27.
كما يعد الإكليل B مرافقًا مرئيًا بقوة 12.80، ويقع على مسافة فاصلة زاويّة مقدارها 38.40 ثانية قوسية على طول زاوية موضع تبلغ 95 درجة، أخذت هذه القياسات اعتبارًا من عام 2000.

## وصلات خارجية
- Kaler، James B. (20 يونيو 2008)، "Rho Scorpii"، Stars، University of Illinois، مؤرشف من الأصل في 2022-12-05، اطلع عليه بتاريخ 2016-09-23.